# Orlat, Sibiu
Orlat (în dialectul săsesc Awersch-Bleschderf, în germană Winsberg, Ortenbach, în maghiară Orlát, Váralja, Váraljafalu) este satul de reședință al comunei cu același nume din județul Sibiu, Transilvania, România.

## Așezare
Localitatea este așezată în depresiunea Cibinului, la 17 km vest de municipiul Sibiu, la o altitudine de 483 m și este străbătută de râul Cibin, de Râul Negru (Săliște) și de pârâul Orlățel. Locul confluenței celor trei ape se află în perimetrul satului.

## Istoric
Anul primei atestări scrise este 1319, cu denumirea latină ecclesia de monte Civinii praepositurae Cibiniensis, adică „biserica de sub muntele Cibin a Prepoziturii Sibiului.” Ulterior apare atestat ca Warolyafolwa, adică „satul de sub Cetate.” Denumirea maghiară face trimitere la Cetatea Orlat, care a fost în evul mediu cetate regală maghiară. Denumirea săsească (Bleschderf, adică Sat Valah) a satului a sugerat ipoteza că acesta este un sat românesc străvechi cu caracter de continuitate a locuirii din perioada daco-romană.
În anul 1324 regele Carol Robert de Anjou a confiscat domeniul Orlatului de la trădătorul Johannes, fiul lui Conrad din Tălmaciu, și l-a dat voievodului Transilvaniei, Toma Szécsényi. La începutul secolului al XVI-lea Orlatul și Săcelul (Feketevíz, de la Pârâul Negru) a ajuns în posesia greavului Petrus din Cisnădie.
După intrarea Transilvaniei în sfera de dominație habsburgică (1683), Orlatul devine, începând din 1764-1765 sediul Regimentului I Grăniceresc care păzea granița sudului Transilvaniei cu Țara Românească.
În 1765 Orlatul devine sediul Regimentului I de Graniță, el era situat la granița sudică a țării și ocupa cel mai întins ținut în cadrul graniței militare transilvănene. Regimentul se întindea de la Porțile de Fier ale Transilvaniei peste părți ale comitatului Hunedoara, ale comitatelor Alba de Sus și Alba de Jos, prin scaunele Orăștie, Sibiu, Miercurea, peste districtele Făgăraș și Brașov și centrul de greutate al acestuia era districtul Făgărașului. Orlatul este militarizat în întregime și făcea parte din Compania a VI-a de graniță a regimentului, precum și sediul batalionului II din același regiment.
În anul 1848 Adunarea grănicerilor de la Orlat hotărăște fidelitatea față de împăratul de la Viena, apărarea autonomiei Ardealului și a programului revoluționarilor români conduși de Avram Iancu.
În anul 1851 împăratul Francisc Iosif ordonă desființarea regimentelor de graniță și integrarea lor în sânul altor unități militare în urma reorganizării armatei imperiale austriece.
În septembrie 1916 în jurul localității s-au purtat lupte înverșunate între armata română și armatele austro-ungare și germane în cadrul bătăliei Sibiului.

## Monumente istorice
- Biserica „Sfântul Nicolae” (1796) - veche biserică greco-catolică
- Cetatea Scurtă (Orlat)

## Obiective memoriale
- Troița Eroilor Români din Primul Război Mondial. Troița ridicată în cinstea eroilor români din Primul Război Mondial se află pe dealul Cetate din comuna Orlat și a fost realizată între anii 1930-1940. Troița este realizată din lemn cu incizii ornamentale și este înconjurată cu un gard metalic. Pe fațada troiței se află următorul înscris comemorativ: „În amintirea eroilor căzuți pentru întregirea neamului“.
- Monumentul Eroilor Români din Primul și Al Doilea Război Mondial. Obeliscul a fost ridicat în anul 1947, din inițiativa învățătorilor  Ioan Tănase și Simion Loloiu, cu sprijinul primarului Nicolae Poplăcean, pentru a cinsti memoria eroilor care s-au jertfit în cele două războaie mondiale. Monumentul se află pe strada Principală din Orlat și este realizat din beton și piatră placată cu marmură. Pe fațada monumentului se găsește un înscris comemorativ: „Voi cei ce ați murit pentru glie/ Și a țării noastre moșie/ Fapta să vă fie în veci lăudată/ Iar memoria binecuvântată“.

## Personalități
- Ioan Brad (n.1817 - d.1890), prefect de legiune română în timpul revoluției de la 1848-1849.
- Dimitrie Ivănuș (n.1851 - d.1878), medic militar participant la Războiul de independență.
- Vasile Băcilă (n.1914 - d.1945), ofițer - erou căzut în ultima zi de război, în Cehoslovacia.
- Petru Olariu (n.1881 - d.1959), scriitor, editor, învățător.
- Ion Agârbiceanu (n.1882 - d.1963), scriitor, academician, preot greco-catolic, paroh în Orlat între 1910 - 1916.
- Romul Simu (n.1857 - d.1939), primul monograf al comunei.
- Moise Panga (n.1804 - d.1866), învățător și pedagog, publicist.
- Liviu Rebreanu (n.1885 - d.1944), a scris la Orlat: Ciuleandra, Crăișorul și o parte a romanului Ion.
- Julius Bielz (n.1884 - d.1958), etnograf, colecționar și istoric de artă.
- Vasile Petri (n.1833 - d.1905), pedagog - director și inspector al școlilor grănicerești.
- Ion Pop-Reteganul (n.1853 - d.1905), folclorist și scriitor.
- Octavian Beu (n.1893 - d.1964), muzicolog.

## Galerie de imagini

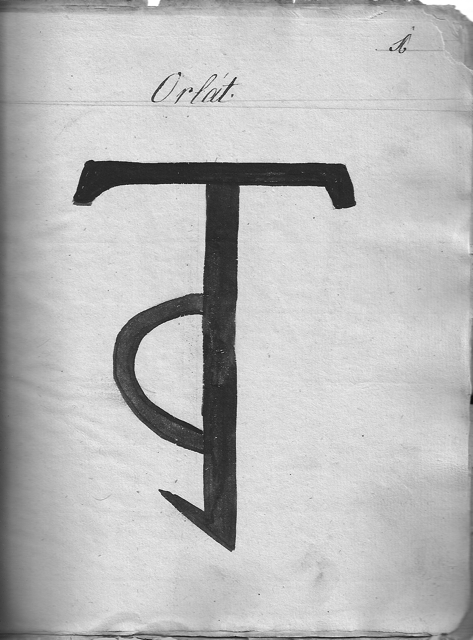
1826 - Danga pentru vitele din Orlat
Orlat (sediul Regimentului)
Localităţile Companiei a VI-a de graniţă
Dispunerea în teritoriu a companiilor "Regimentului I de graniţă", Orlat[4]
Casă din Orlat
Pârâul Orlățel
Vechea biserică greco-catolică „Sfântul Nicolae”
Biserica romano-catolică
Biserica romano-catolică
Monumentul Eroilor